# Fontana di Teagene
La Fontana di Teagene è un antico acquedotto di Megara, che rifornì d'acqua la città a partire dal V secolo a.C. fino al V secolo d.C. Fu scoperto durante gli scavi dell'Istituto archeologico germanico di Atene effettuati dall'11 al 23 dicembre 1899.
La fontana è menzionata all'inizio della sua descrizione di Megara da Pausania, che elogia in particolare la decorazione, le dimensioni dell'edificio e le numerose colonne, avanzando l'idea che fosse stata costruita dal tiranno Teagene. Quando durante gli scavi dell'Enneakrounos fu scoperto l'acquedotto di Pisistrato, l'archeologo Wilhelm Dörpfeld seguì il percorso degli antichi tubi di argilla che terminavano alla Fontana di Teagene.
L'ipotesi di Pausania fu smentita dagli scavi intrapresi nel 1958 sotto la direzione di Ioannis Papadimitriou, Vasilios Petrakos e Gottfried Gruben.